# Keita Kanemoto
Keita Kanemoto (金本 圭太 Kanemoto Keita?, nacido el 13 de julio de 1977 en Hiroshima) es un exfutbolista japonés. Jugaba de centrocampista y su último club fue el Oita Trinita de Japón.

## Trayectoria

### Clubes
| Club                | País  | Año         |
| ------------------- | ----- | ----------- |
| Sanfrecce Hiroshima | Japón | 1996 - 1998 |
| Oita Trinita        | Japón | 1999 - 2003 |

## Palmarés

### Títulos nacionales
| Título    | Club         | País  | Año  |
| --------- | ------------ | ----- | ---- |
| J2 League | Oita Trinita | Japón | 2002 |